# Den hängdes rep och andra äventyr
Den hängdes rep och andra äventyr (La corde du pendu et autres histoires) är ett Lucky Luke-album från 1982. Albumet samlar sju kortare serier från perioden 1978-1980, åren efter att seriens mångårige manusförfattare René Goscinny avlidit, och är det 50:e albumet i ordningen. 
Det saknar dock svensk numrering, då det har inte blivit utgivet i sin helhet inom ramarna för den svenska albumutgivningen, men finns publicerad som en del av Lucky Luke – Den kompletta samlingen. Flera av serierna är dessutom medtagna i diverse svenska extrautgåvor.

## Handling
Den hängdes rep
- Originaltitel: La corde du pendu
- Manus av Vicq
- Ursprungspublicerad i Spirou #2172 (1979)
- Svenskspråkig publicering i Jag Jolly Jumper
- 7 sidor

Lucky Luke anländer till den lilla staden Oakwill vars innevånare är mer än vanligt hetsiga att få till en hängning.
Bröderna Dalton tar tåget
- Originaltitel: Les Dalton prennent le train
- Manus av Morris efter ett ljudberättelse av René Goscinny från 1964.
- Ursprungspublicerad i Spirou #2218 (1980)
- Svenskspråkig publicering i Vi bröderna Dalton
- 6 sidor

Bröderna Dalton har rymt från fängelset och planerar ett tågrån. Men Lucky Luke är steget före.
Rättvisans riddare
- Originaltitel: Le justicier
- Manus av Bob de Groot
- Ursprungspublicerad  i 16/22 #72 (1980)
- Ingen svenskspråkig publicering utöver Lucky Luke – Den kompletta samlingen
- 7 sidor

Den självutnämnde rättsskiparen Zozzo (en parodi på Zorro) ber Lucky Luke om hjälp att lära sig bekämpa brott.
Kamelgruvan
- Originaltitel: La mine du Chameau
- Manus av Dom Domi
- Ursprungspublicerad i Spirou #2214 (1980)
- Svenskspråkig publicering i Jag Jolly Jumper
- 6 sidor

Lucky Luke och Jolly Jumper stiftar bekantskap med egyptiern Hadji Ali som anlänt till Arizona i hopp om att finna en marknad för sin kamelförsäljning.
Duell med Amors pilar
- Originaltitel: Règlement de comptes
- Manus av Martin Lodewijk
- Ursprungspublicerad i Eppo #44-45/1980
- Ingen svenskspråkig publicering utöver Lucky Luke – Den kompletta samlingen
- 7 sidor

Lucky Luke och saloonsångerskan Laura Legs (från albumet Storfursten) blir inblandade i den spirande romansen mellan två blyga ungdomar.
Det goda ordet
- Originaltitel: La bonne parole
- Manus av Bob de Groot
- Ursprungspublicerad i 16/22 #31 (1978)
- Svenskspråkig publicering i Jag Jolly Jumper och Lucky Luke Special
- 4 sidor

Lucky Luke och missionären Asbestos Misbeliever tillfångatas av apacher.
Li Chi's historia
- Originaltitel: Li Chi's story
- Manus av Bob de Groot
- Ursprungspublicerad i 16/22 #43 (1978)
- Svenskspråkig publicering i Lucky Luke Special
- 8 sidor

Den modige kinesen Li Chi har beslutat sig för att hitta ett nytt liv i Förenta staterna.

## Svensk utgivning
- I Lucky Luke – Den kompletta samlingen ingår albumet i "Lucky Luke 1978-1980". Libris 10147841. ISBN 91-7134-350-4